# Crocus serotinus
El azafrán de otoño (Crocus serotinus) es una especie botánica del género Crocus de la familia de las Iridaceae.

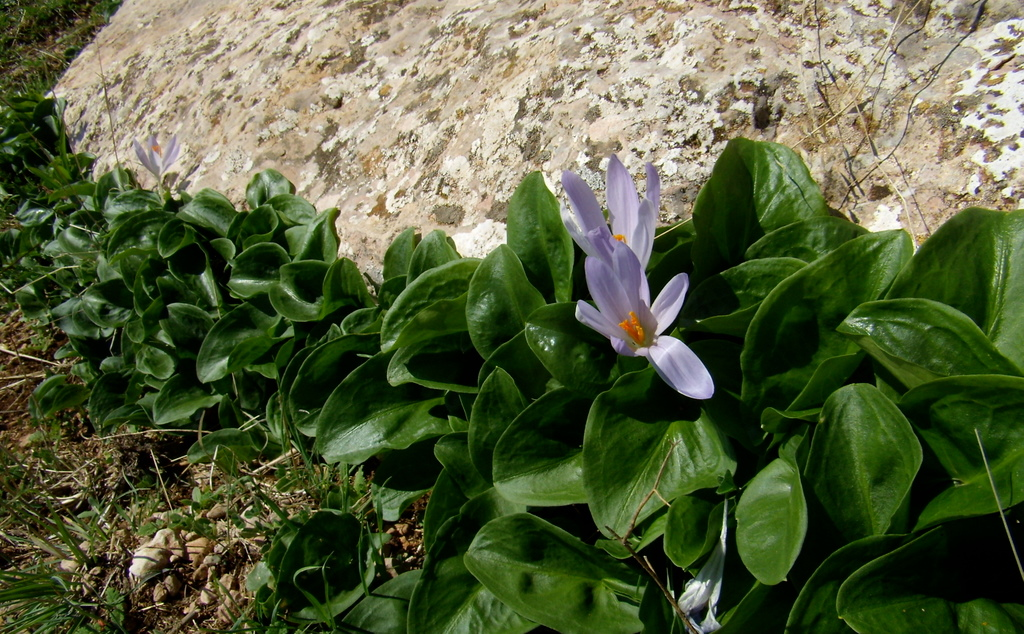
entre hojas de candilito (Arisarum)

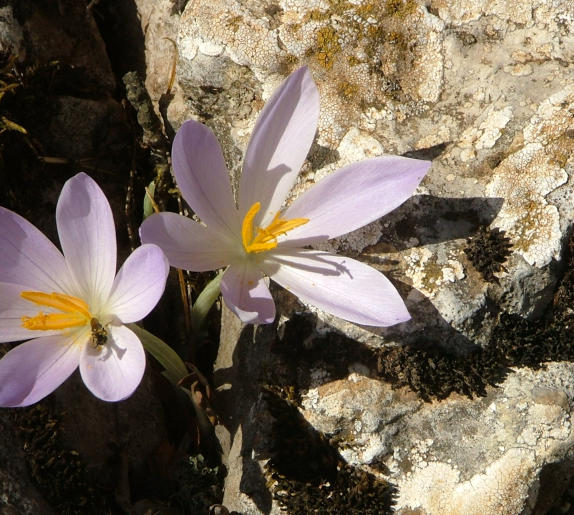
En su hábitat

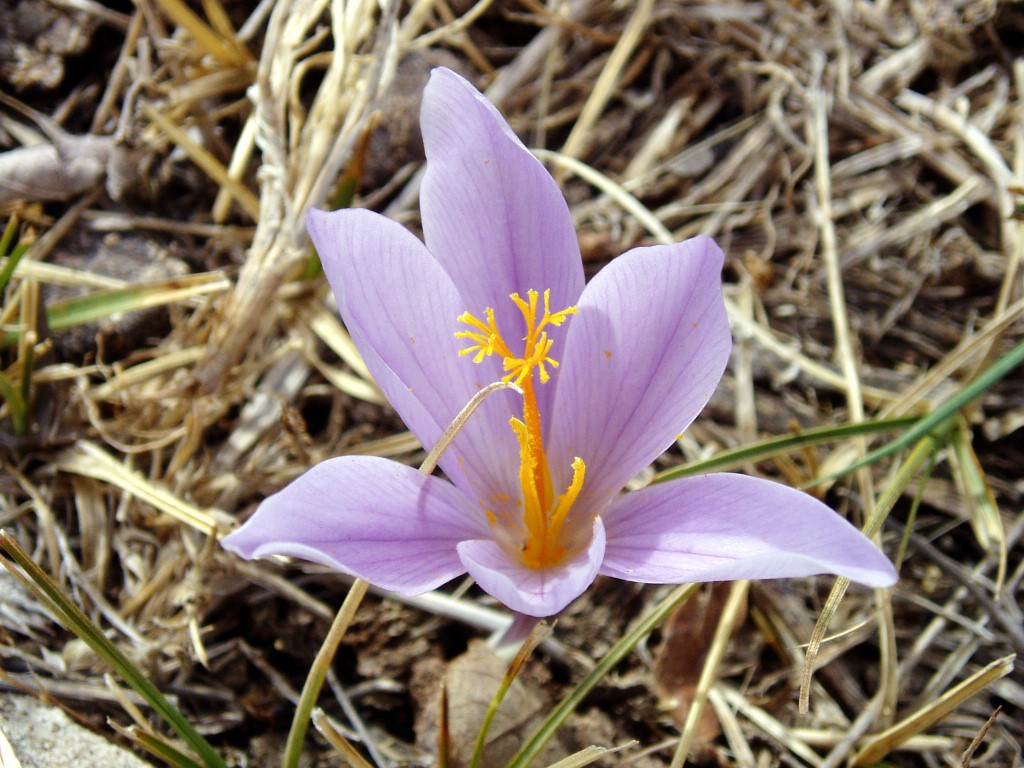
Vista de la planta

## Descripción
Planta de 6-12 cm, con bulbo, del cual surgen directamente unas largas y finas hojas verdes y 1-3 flores de corto tubo formado por la 6 piezas florales (tépalos), de color rosa azulado, en el centro de las cuales aparecen 3 largos estambres y un estilo, dividido como una "brocha" de escasos "pelos". Como su nombre indica florece en otoño.

## Distribución y hábitat
Se encuentra en la península ibérica y el norte de África en terrenos pedregosos y pastizales.

## Subespecies
Tiene 3 subespecies:

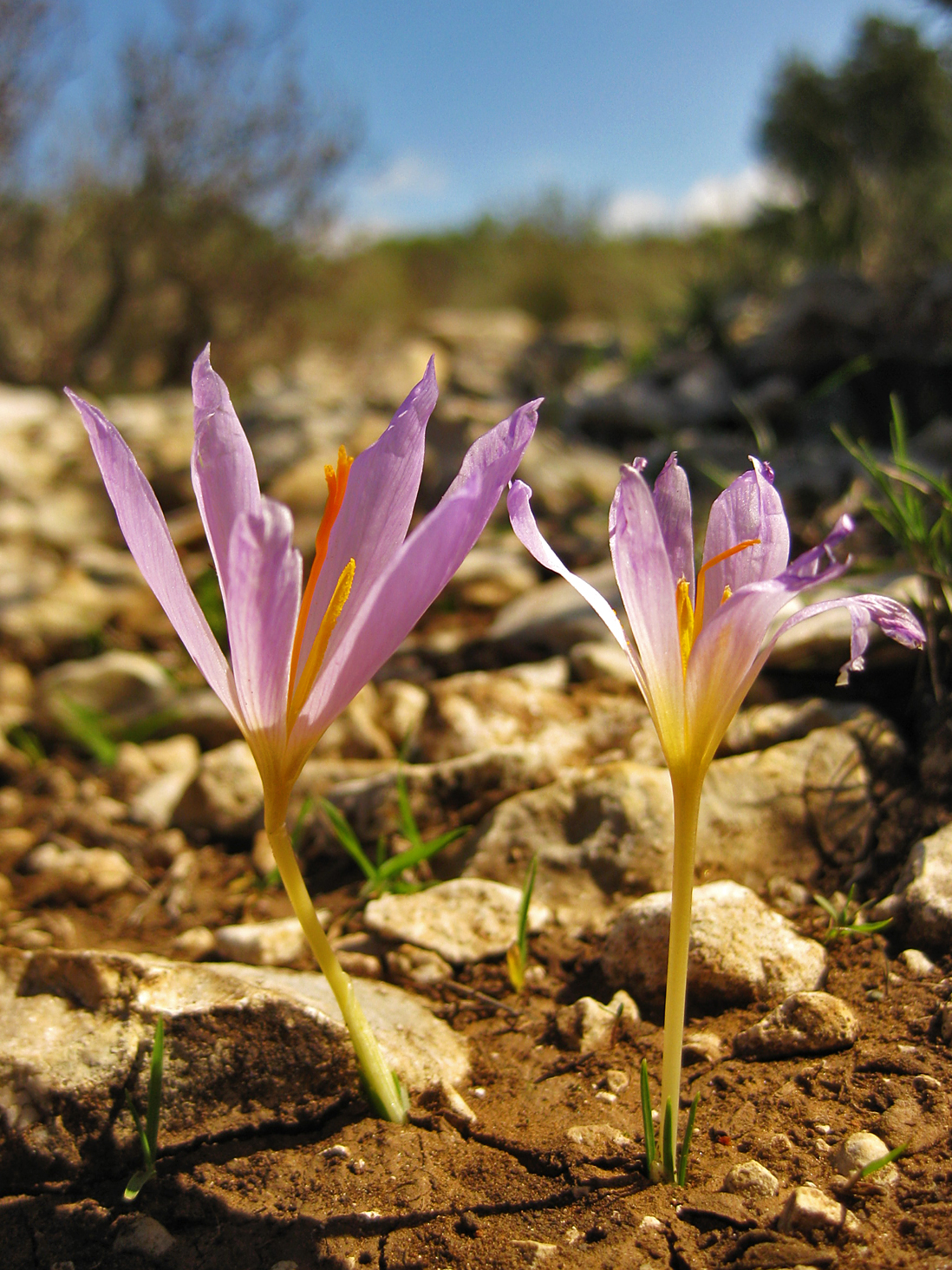
Crocus serotinus subsp. salzmannii

- Crocus serotinus subsp. serotinus:  El azafrán bravo  con las hojas por lo general parcialmente desarrolladas, durante el período de floración y flores de lila pálido a azul violáceo, a veces con nervios más oscuros por fuera y a menudo con una garganta amarilla pálida, perfumadas; tépalos de no más de 38 mm de largo; túbulo del perianto corto, de 2-5 cm. Hábitats rocosos y arenosos, herbazales rocosos y pinares abiertos. Florece en otoño. En el centro y sur de Portugal.
- Crocus serotinus subsp. clusii (J.Gay) B.Mathew: Tiene hojas a menudo no presentes durante el período de floración, usualmente 4-7 (no 3-4). Norte y centro de Portugal y en el noroeste y suroeste de España.

- Crocus serotinus subsp. salzmannii (J.Gay) B.Mathew:  Tiene flores sin olor y 5-7 hojas; cormos a veces estoloníferos. Flores a menudo con nervios más oscuros por fuera, cubiertas por una capa plateada; túbulo del tépalo de 4-11 cm de largo. Florece en otoño. En el sur, centro y norte de España. En Marruecos en las cercanías de Tanger y en el Rif.[2]

## Taxonomía
Crocus serotinus fue descrita por Richard Anthony Salisbury y publicado en Parad. Lond. t. 30 1806.
Citología
Número de cromosomas de Crocus serotinus (Fam. Iridaceae) y táxones infraespecíficos: 2n=22.
Etimología
Crocus: nombre genérico que deriva de la palabra griega:
κρόκος ( krokos ). Esta, a su vez, es probablemente una palabra tomada de una lengua semítica, relacionada con el hebreo כרכום karkom, arameo ܟܟܘܪܟܟܡܡܐ kurkama y árabe كركم kurkum, lo que significa " azafrán "( Crocus sativus ), "azafrán amarillo" o la cúrcuma (ver Curcuma). La palabra en última instancia se remonta al sánscrito kunkumam (कुङ्कुमं) para "azafrán" a menos que sea en sí mismo descendiente de la palabra semita.
serotinus: epíteto latíno que significa "de la tarde".
Sinonimia
- Crocus asturicus Herb.
- Crocus autumnalis Brot.
- Crocus clusianus Herb.
- Crocus clusii J.Gay
- Crocus granatensis Boiss. ex Maw
- Crocus nudiflorus Boiss., non Sm.
- Crocus salzmannianus Herb.
- Crocus salzmannii J.Gay
- Crocus tingitanus Herb.[4]

## Nombre común
- Castellano: azafrán desteñido, azafrán fatuo, azafrán loco, azafrán silvestre, azafrán sin olor, pierdemeriendas.[4]